# Mariquita-de-garganta-preta
A mariquita-de-garganta-preta (Setophaga virens) é uma pequena ave canora da família Parulidae.

## Descrição
Possui uma coroa verde-oliva, face amarela com marcas verde-oliva, bico fino e pontudo, barras brancas nas asas, costas verde-oliva e partes inferiores pálidas com listras pretas nos flancos. Machos adultos possuem a garganta e o peito superior pretos; as fêmeas têm a garganta pálida e marcas pretas no peito.

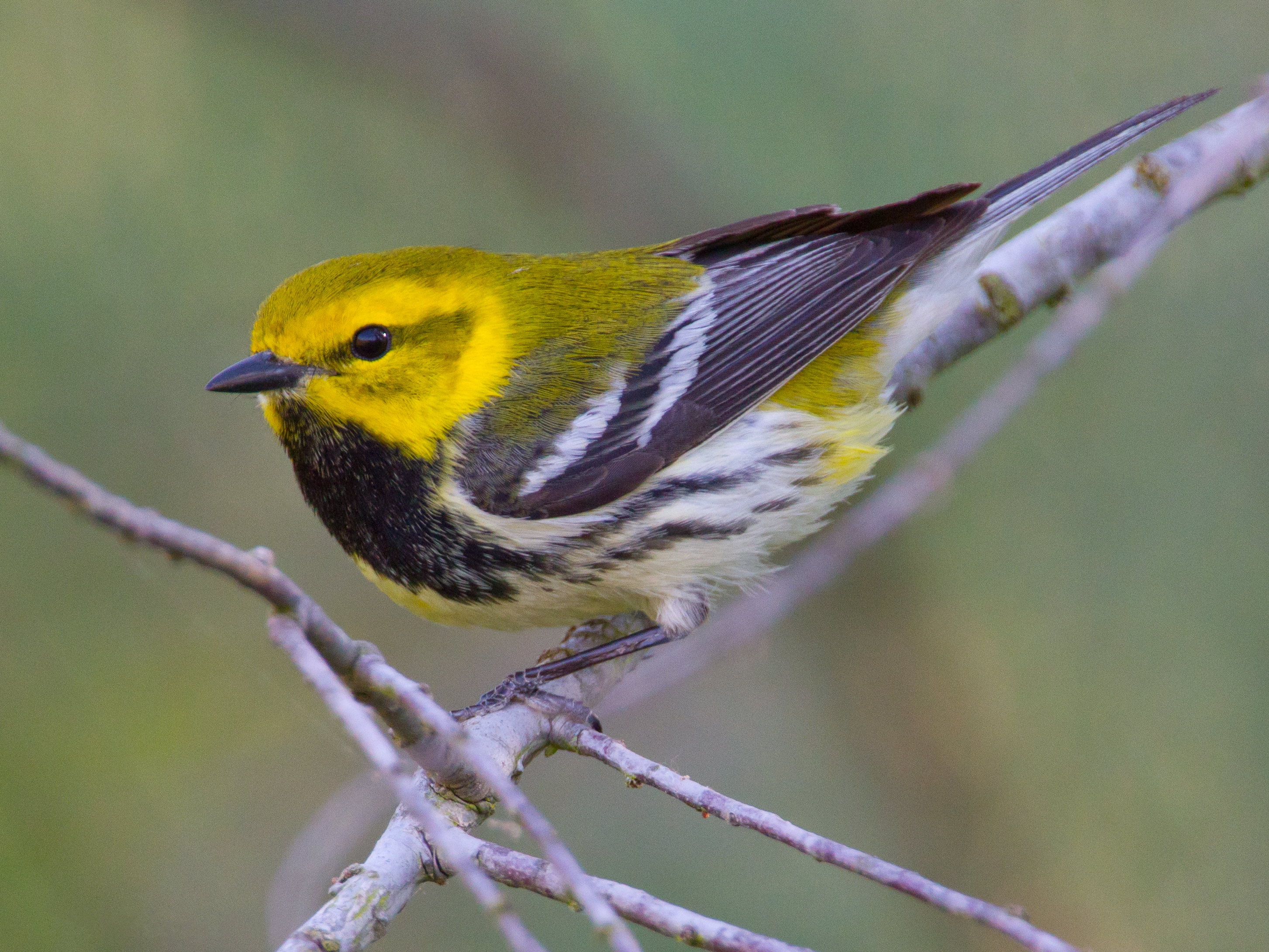
Quintana (Texas) Macho

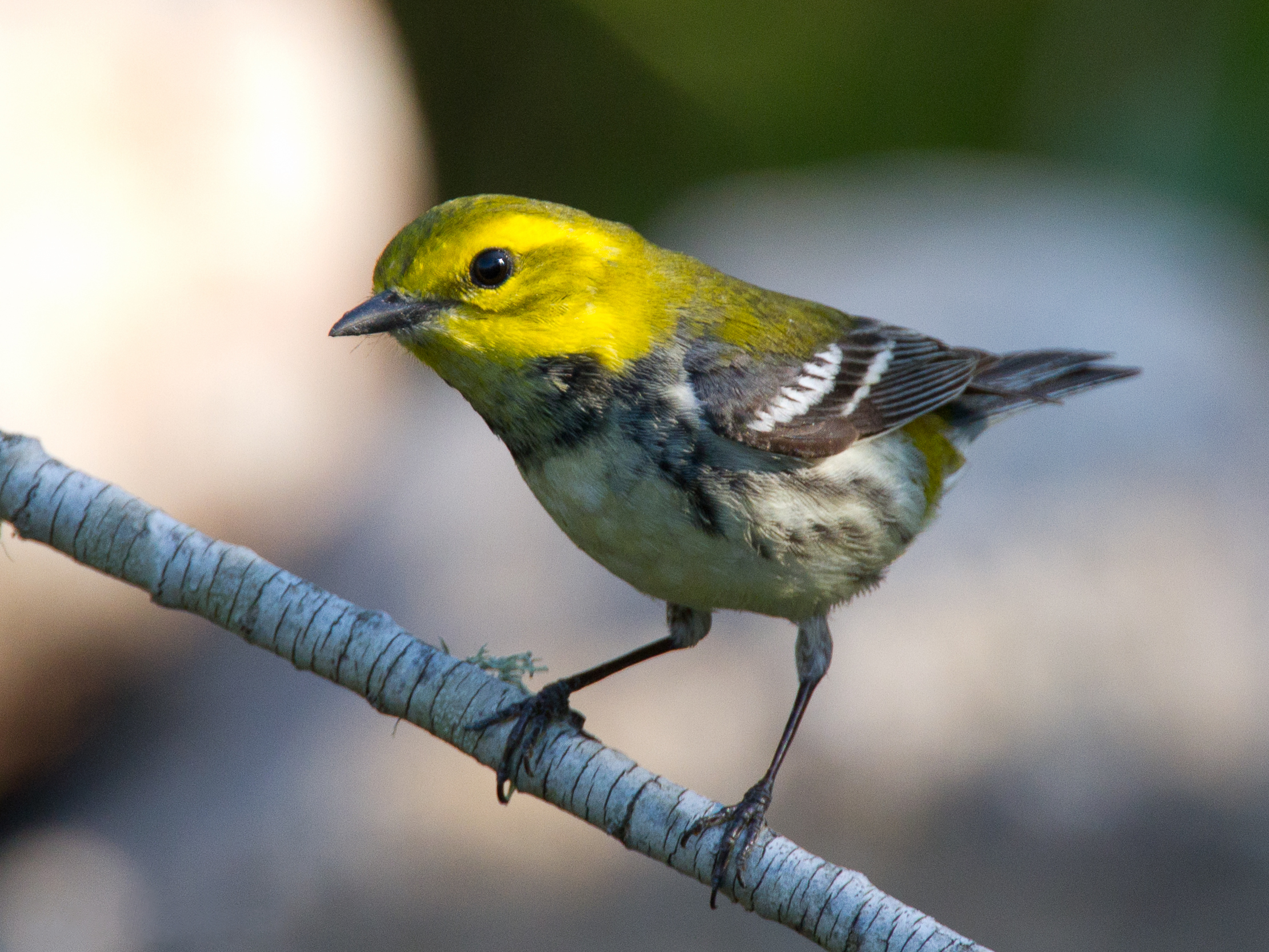
Fêmea

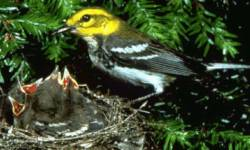
Fêmea com filhotes

Medidas:
- Comprimento: 11-12 cm
- Peso: 8,5-11,3 g
- Envergadura da asa: 17-20 cm

## Hábitat e distribuição

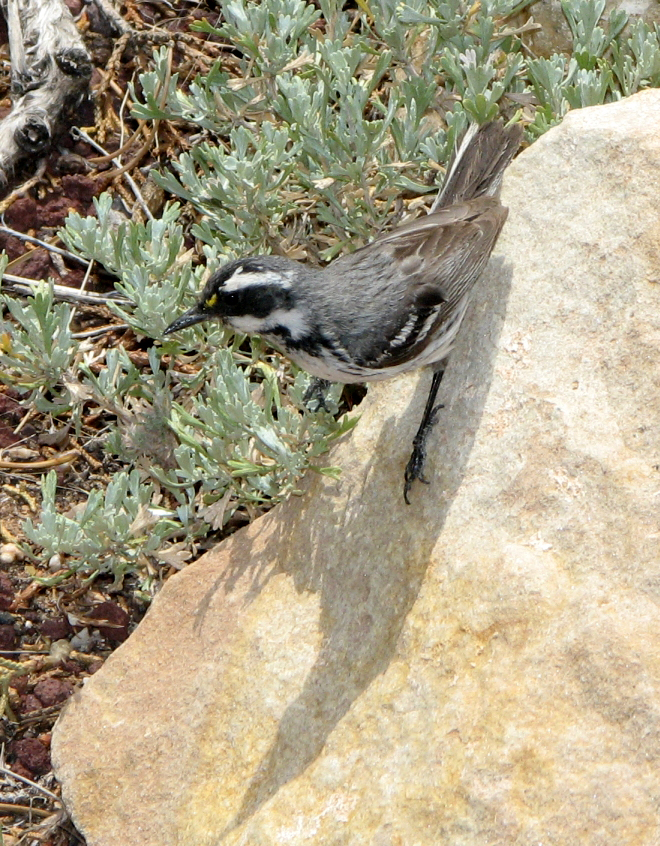
Fêmea jovem

O hábitat de reprodução da mariquita-de-garganta-preta são florestas de coníferas e mistas no leste da América do Norte e oeste do Canadá, bem como zonas pantanosas com ciprestes no sudeste norte-americano. Os ninhos são tigelas abertas, normalmente colocadas próximo ao tronco de uma árvore. 
Essas aves migram para o México, América Central, Índias Ocidentais e o sul da Flórida. Algumas aves vagueiam até a América do Sul, tendo sido feitos registros no Equador; no Brasil, o único registro documentado ocorreu na Bahia, em 2016, motivo pelo qual é considerada uma ave brasileira.

## Comportamento
As mariquitas-de-garganta-preta forrageiam ativamente na vegetação, e às vezes pairam no ar ou capturam insetos em voo. Os insetos constituem a maior parte da dieta desses pássaros, embora frutas sejam ocasionalmente consumidas.
Esta ave é vulnerável ao nidoparasitismo por parte do Molothros ater.

1. ↑  BirdLife International (2018). «Setophaga virens». Lista Vermelha de Espécies Ameaçadas. 2018: e.T22721689A132146396. doi:10.2305/IUCN.UK.2018-2.RLTS.T22721689A132146396.en. Consultado em 12 Novembro 2021
2. ↑  Coues 1878, pp. 263–267
3. ↑  «Black-throated Green Warbler Identification, All About Birds, Cornell Lab of Ornithology». www.allaboutbirds.org (em inglês). Consultado em 30 de setembro de 2020
4. ↑  Pacheco, J.F.; Silveira, L.F.; Aleixo, A.; Agne, C.E.; Bencke, G.A.; Bravo, G.A; Brito, G.R.R.; Cohn-Haft, M.; Maurício, G.N.; Naka, L.N.; Olmos, F.; Posso, S.; Lees, A.C.; Figueiredo, L.F.A.; Carrano,  E.; Guedes, R.C.; Cesari, E.; Franz, I.; Schunck, F. & Piacentini, V.Q. (2021). «Annotated checklist of the birds of Brazil by the Brazilian Ornithological Records Committee» 2ª ed. Ornithology Reserach. doi:10.1007/s43388-021-00058-x